# ريم جو سونغ

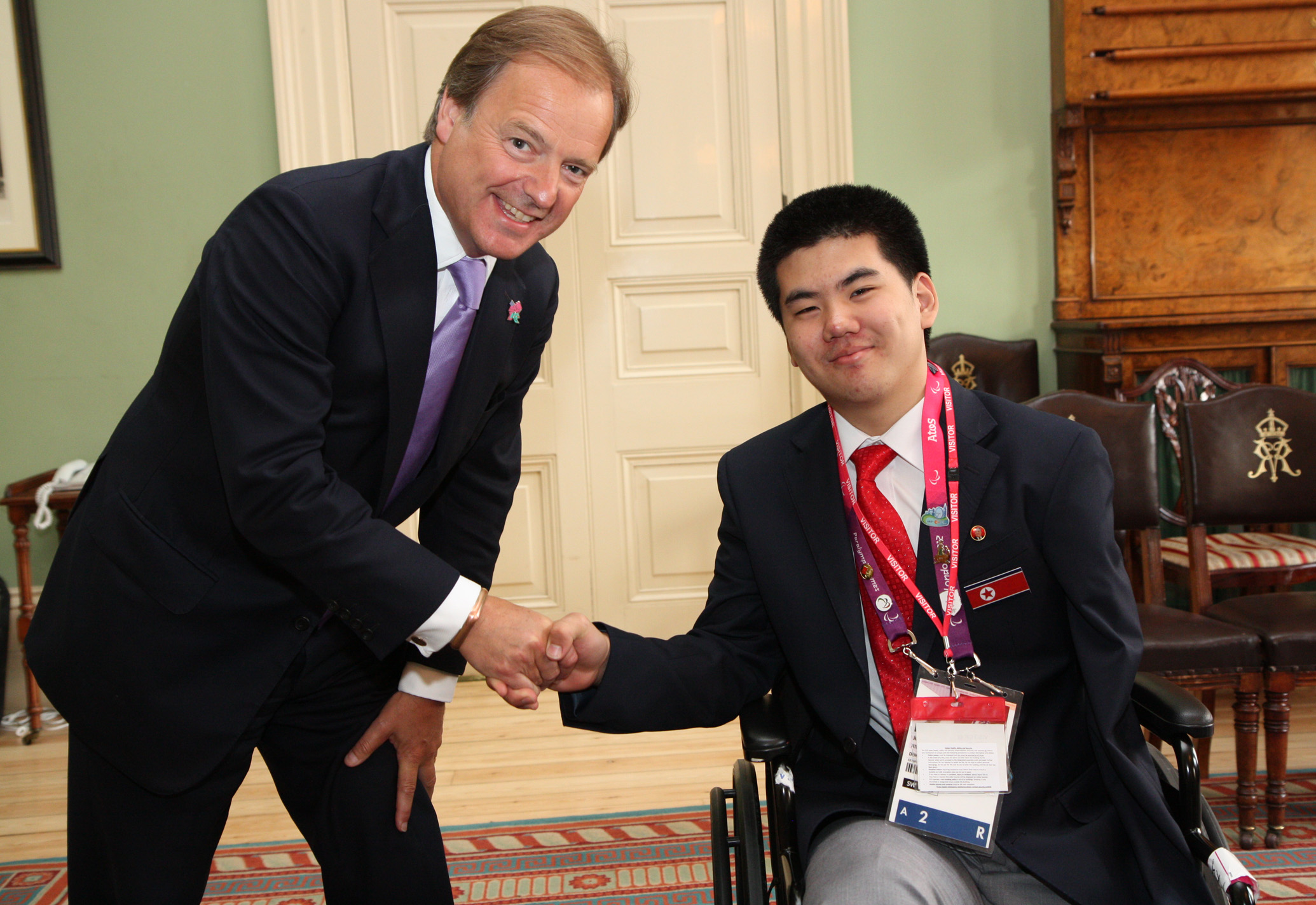
وزير الدولة للشؤون الخارجية هوغو سواير يلتقي ريم جو سونغ في لندن ، سبتمبر/أيلول 2012.

ريم جو سونغ (من مواليد 31 أكتوبر 1995  ) هو سباح كوري بارالمبي.  اختير ليكون الممثل الوحيد لكوريا الشمالية في أول مشاركة للبلاد على الإطلاق في دورة الألعاب البارالمبية في دورة الألعاب البارالمبية الصيفية بلندن عام 2012.
عندما اختير ريم كان يعيش في بكين. بحلول الوقت الذي حصلت فيه كوريا الشمالية على الموافقة للمنافسة في لندن، حيث كان الوقت قد فات للتأهل لمعظم المسابقات ولكن السباحة كانت استثناءً. وبالتالي فإن ممثل كوريا الشمالية لا بد أن يكون سباحاً. بدأ ريم، الذي لم يكن يعرف السباحة تعلم سباحة الزحف في أبريل 2012، ويقال إنه واجه صعوبة كبيرة في البداية، وسباحة الصدر.
ريم مبتور الذراع اليسرى والساق اليسرى كما أن استخدامه لساقه اليمنى وقدمه اليمنى محدود، وذلك بعد "حادث في موقع بناء" عندما كان في الخامسة من عمره. تمكن من المشاركة في الألعاب بعد تلقيه دعوة مجانية من اللجنة البارالمبية الدولية، وبفضل الدعم المالي من السفارة البريطانية في بيونج يانج . تنافس في السباحة الحرة في فئة الإعاقة S6 . كان وقته في التصفيات قبل الألعاب (على الرغم من تجاهله لأنه دعية إلى الألعاب) 1:10.00، أي 35.3 ثانية أبطأ من أبطأ مؤهل فعلي.